# HMS Volatile
Le HMS Volatile (pennant number : P96) est un sous-marin britannique de Classe V de la Royal Navy, lancé en juin 1944.

## Engagements
Le HMS Volatile fut commandé le 21 mai 1942 et construit par Vickers-Armstrongs à Newcastle upon Tyne, au Royaume-Uni. Sa quille est posée le 30 mars 1943, il est lancé le 20 juin 1944, terminé et mis en service le 4 novembre 1944. Son nom a la même signification qu'en français. Et de fait, son insigne représentait un nuage blanc planant sur les eaux.
Il est prêté en mai 1946 à la marine de guerre hellénique sous le nom de Triaina (Τρίαινα), ce qui signifie « trident » en grec moderne. En route vers la Grèce, il fait escale à Malte courant 1946. Il sert dans la marine grecque durant douze ans, jusqu’au 3 octobre 1958, date à laquelle il est restitué par la Grèce. Il est de retour sur la Tyne, où il avait été construit quinze ans plus tôt, pour être ferraillé à Dunston, le 23 décembre 1958.